# Muling
Muling (穆棱 ; pinyin : Mùlíng) est une ville de la province du Heilongjiang en Chine. C'est une ville-district placée sous la juridiction de la ville-préfecture de Mudanjiang.

## Démographie
La population du district était de 313 971 habitants en 1999.